# OpenPBS
OpenPBS è la versione Open Source del software Portable Batch System, che consente la distribuzione dei lavori sui nodi di calcolo nei computer cluster.
Utilizzato fino al 1995 dalla NASA è poi sfociato in un progetto commerciale chiamato PBS Pro. Dal progetto PBS sono scaturite numerose varianti Open Source, tra cui TORQUE.